# Guerra de desgast
|  | Aquest article tracta sobre el conflicte militar. Si cerqueu l'estratègia militar, vegeu «Guerra de desgast (estratègia militar)». |

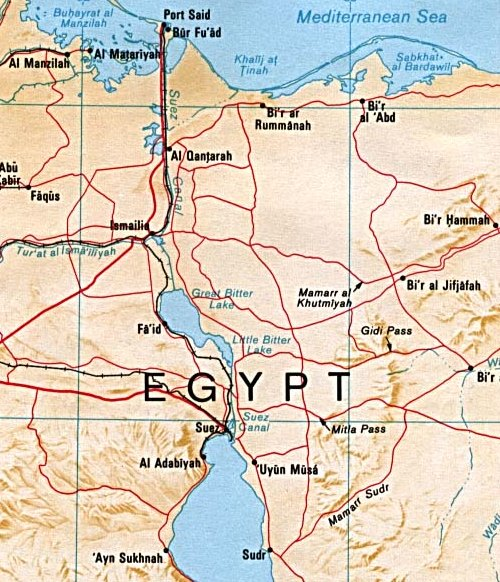
Mapa del Canal de Suez

La Guerra de desgast (en àrab: حرب الاستنزاف, Harb al-Istinzāf; en hebreu: מלחמת ההתשה, Milhemet haHatashah) va ser una guerra limitada entre Egipte i Israel que va tenir lloc entre els anys 1967 i 1970. Va ser continuació de la Guerra dels Sis Dies, iniciada mitjançant intercanvis d'artilleria i petites incursions entre tots dos contendents al llarg de la línia d'armistici, si bé el 1969 les forces egípcies van incrementar la pressió contra les posicions israelianes. La guerra va acabar amb un alto el foc signat entre els dos països el 1970, que van mantenir les mateixes posicions que quan la guerra va començar.
El raonament del president Gamal Abdel Nasser va ser explicat pel periodista Mohamed Hassanein Heikal:
«Si l'enemic aconsegueix infligir-nos 50.000 morts en aquesta campanya, podrem anar a lluitar, perquè tenim reservistes suficients. Si tenim èxit en infligir-los 10.000 morts, inevitablement es trobaran obligats a parar de lluitar, perquè ells no tenen reservistes.»
Les Forces de Defensa d'Israel (FDI) van obtenir una victòria sense precedent derrotant a l'exèrcit egipci el 1967 a la Guerra dels Sis Dies, capturant la Península del Sinaí, fins al Canal de Suez, quedant en mans d'Israel. L'exèrcit d'Egipte, el més poderós del món àrab, havia estat derrotat i humiliat, quedant amb anhel de venjança. Els xocs esporàdics ocorrien al llarg de la línia d'alto el foc i el destructor israelià Eilat va ser enfonsat pels vaixells egipcis amb un míssil l'octubre de 1967. L'ONU i els dos països van intentar trobar una solució diplomàtica al conflicte amb la Jarring Mission i el Pla Rogers inútilment. La Resolució 242 del Consell de Seguretat de l'ONU va ser creada el 22 novembre 1967 sol·licitant la retirada israeliana a canvi de pau. No obstant això, els esforços diplomàtics no van poder produir cap resultat. El president Nasser tenia clar que allò que havia estat pres per la força havia de ser restaurat per la força.
Gràcies al significatiu suport d'armament del seu aliat, la Unió Soviètica, Egipte va poder recuperar-se de les seves pèrdues materials de la Guerra dels Sis Dies més ràpidament del que Israel esperava. També, centenars de consellers militars soviètics van ingressar al país. La seva presència, juntament amb pilots i naus soviètiques, va amenaçar d'estendre el conflicte a una confrontació Est-Oest.

## Ofensiva egipcia
La guerra va començar al juny de 1968 amb el bombardeig per part de l'artilleria egípcia de les línies del front israelià instal·lades en el marge oriental del Canal de Suez. Altres bombardejos d'artilleria en els mesos següents van matar alguns soldats israelians. La venjança de la FDI va arribar a la nit del 30 d'octubre, dia en què les tropes helitransportades (Sayeret Matkal) van destruir la font principal d'electricitat d'Egipte. L'apagada va obligar a Nasser a cessar les hostilitats durant alguns mesos, per fortificar centenars de blancs importants. Israel va reforçar simultàniament la seva posició en el marge est del Canal de Suez construint la Línia Bar Lev, un sistema de trenta-cinc petites fortaleses corrent de nord a sud al llarg de la cadena protegit per la infanteria.
Al febrer de 1969 Egipte estava llest per a la següent ronda. El president Nasser va declarar que l'alto el foc de novembre de l'any anterior havia quedat anul·lat i sense efecte. El 8 de març l'artilleria egípcia va començar a atacar massivament la Línia Bar Lev causant moltes baixes israelianes. La FDI va prendre represàlies amb incursions profundes en territori egipci que van causar severs danys. Al maig, juny i juliol de 1969 van ser morts 47 soldats de la FDI i 157 més van resultar ferits. Encara que Egipte va sofrir més baixes que Israel, va continuar amb la seva postura ofensiva.

## Resposta israeliana
Israel va intentar aguantar, però calia trobar una solució al conflicte. Al juliol Israel va respondre amb la Força Aèria Israeliana (FAI). El 20 i el 24 de juliol la FAI sencera va bombardejar i va destruir les posicions antiaèries, els tancs i l'artilleria del sector nord del Canal de Suez. L'ofensiva aèria va continuar fins al desembre i va reduir la defensa antiaèria d'Egipte a gairebé res. Sense el sistema de defensa aèria, la FAI podia funcionar en el territori de l'egipci a la seva voluntat. El 17 octubre 1969 les negociacions entre les superpotències van començar. Va ser donat a conèixer el Pla Rogers el 9 de desembre. Van cridar als egipcis per formar part d'una comissió per la pau, a canvi de la retirada israeliana del Sinaí. Les dues parts van rebutjar el pla de pau.

## Intervenció soviètica

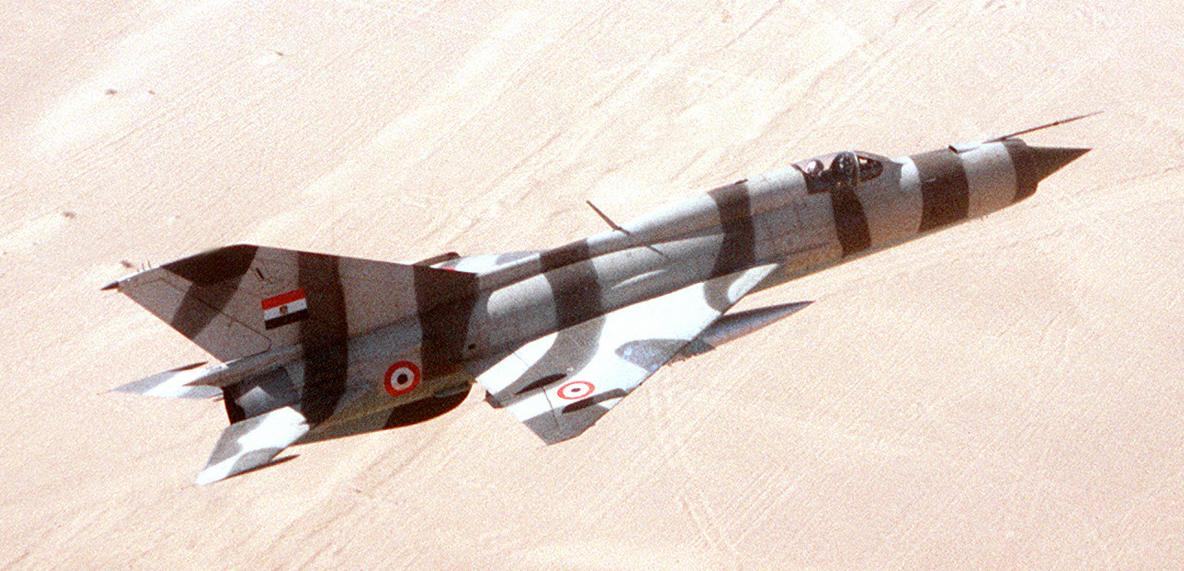
MIG-21 de l'Exercit de l'Aire d'Egipte

El president Nasser va optar per comprar l'armament més sofisticat de la Unió Soviètica per suportar els bombardejos de la FAI. Els soviètics van rebutjar inicialment entregar les armes sol·licitades. El 22 de gener de 1970 el president Nasser va volar secretament a Moscou per discutir la situació. Va sol·licitar míssils SAM terra-aire, bateries noves i el sistema antiaeri Strela-2, les seves peticións van ser aprovades. El seu desplegament requeriria personal qualificat al costat de les esquadrilles aèries per protegir-se contra atacs israelians. Calia sol·licitar un gran nombre de tropes soviètiques, cosa que Moscou no podia permetre. Llavors va amenaçar de dimitir, argumentant que Egipte aniria a Washington DC per demanar ajuda en el futur. Els soviètics havien invertit molt en el règim del president Nasser, així que el líder soviètic Leonid Bréjnev finalment va cedir. El 30 de juny el nombre de personal soviètic havia augmentat de 2500 fins a 4000 i al gener des de 10.600 fins a 12.150, a més d'entre 100 i 150 pilots de MiG. Els soviètics dirigeixen la intervenció, coneguda com a Operació Kavkaz, demostrant ser molestos per a Israel. Washington DC va témer una escalada i va desaprovar la campanya de bombardeig per part d'Israel.
Això va donar un respir als egipcis per reorganitzar les seves forces i reconstruir les seves bateries SAM més a prop del canal. Els bombarders MiG pilotats pels soviètics van proporcionar la cobertura aèria necessària. Els pilots soviètics també van començar a acostar-se als avions de la FAI durant abril de 1970, però els pilots israelians tenien ordres de no respondre a les provocacions.
La política inicial israeliana era evitar la confrontació directa amb els soviètics. El 25 de juny un avió israelià A-4 Skyhawk, en un atac contra forces egípcies al Canal, va ser perseguit per un parell de MiG-21 pilotats per soviètics al Sinaí. El Skyhawk va ser danyat i forçat a aterrar en una base aèria propera. En resposta, Israel va abatre un MiG pilotat per un pilot soviètic. El 30 de juliol de 1970, un combat a gran escala implicant 20 MiG-21, vuit Mirage III i quatre McDonnell Douglas F-4 Phantom II va passar a l'oest del Canal de Suez. Els israelians van derrocar 4 MiG pilotats per soviètics, i un cinquè va ser danyat i es va estavellar en el camí de tornada a la seva base. Van morir tres pilots soviètics, mentre que la FAI no va patir cap baixa.
Malgrat aquestes baixes els soviètics i els egipcis van manejar els recursos de defensa aèria cada vegada més a prop del canal. Els SAM soviètics van funcionar enderrocant avions israelians. Israel no podia respondre amb eficàcia. Les bateries SAM permetrien que Egipte mogués l'artilleria que al seu torn podria amenaçar la Línia Bar Lev. Els MiG-21 soviètics també van ser emprats en l'atac.

## Acord d'alto el foc
L'abril del 1970 les negociacions van recomençar, aquesta vegada amb els Estats Units com a negociador principal. Un acord d'alto el foc va ser aconseguit el 7 d'agost. Aquest va durar tres mesos, ja que cap dels dos costats li va ser permès canviar l'statu quo militar dins de les zones que s'estenien 50 quilòmetres cap a l'est i a l'oest de la línia d'alto el foc. Minuts després que l'alto el foc entrés en vigor, Egipte va començar a traslladar bateries SAM a la zona tot i que en l'acord s'havien prohibit explícitament noves instal·lacions militars. A l'octubre hi havia prop de 100 emplaçaments SAM a la zona. El president egipci Nasser, volia començar una guerra d'alliberament del canal, però va morir d'un atac de cor el 28 de setembre, assumint el càrrec el fins llavors vicepresident Ànwar el-Sadat.

## Final de la Guerra
Ambdós bàndols consideraven el final de la Guerra de desgast com una victòria. A Egipte, la guerra va ser considerada com una victòria perquè a diferència de les tres guerres anteriors, el 1948, 1956 i 1967 no havien estat derrotats enfront d'Israel. Aquesta vegada el seu exèrcit s'havia mantingut ferm. Del costat israelià es considerava que havien contingut l'ofensiva egípcia i van pensar que Egipte no podia derrotar totalment a Israel en una guerra convencional. Per la seva part el President Ànwar el-Sadat va començar gairebé immediatament a planejar la Guerra de Yom Kipur, que tindria lloc tres anys després.
A jordània s'inicià el Setembre Negre de Jordània en 1970, en el qual s'enfrontaren militants d'organitzacions palestines contra l'exèrcit de Jordània i que finalitzà el juliol de 1971 amb l'expulsió de l'OAP al Líban.